# Barleeia haliotiphila
Barleeia haliotiphila är en snäckart som beskrevs av Carpenter 1864. Barleeia haliotiphila ingår i släktet Barleeia och familjen Barleeiidae. Inga underarter finns listade i Catalogue of Life.